# Разминирование Суэцкого канала
Разминирование Суэцкого канала — операция флотов США и Египта, при участии СССР, Великобритании и Франции, по разминированию Суэцкого канала в 1974—1975 годах. Включала в себя операции по очистке канала от морских мин (операции «Нимбус Стар» и «Мун Уотер»), подготовку и работу египетских военных по разминированию прибрежных зон и очистке дна канала (операция «Нимбус Мун») и подъём и утилизацию затопленных в канале судов (операция «Нимрод Стар»).

## Предыстория
Суэцкий канал, одна из важнейших мировых транспортных артерий, был закрыт в 1967 году, сразу после начала Шестидневной войны. В октябре 1973 года, после окончания войны Судного дня, было заключено международное соглашение, предусматривавшее меры по открытию Суэцкого канала для прохода торговых судов.

## Операция «Нимбус Стар»
Операция «Нимбус стар» включала в себя поиск и обезвреживание магнитных морских мин и неразорвавшихся боеприпасов на участках Суэцкого канала и подходах к нему. 
Корабль ВМС США «Иводзима» (LPH-2) (позже замененный USS Inchon (LPH-12)) стал флагманом группы «Task Force 65», предназначенной для разминирования канала. На его борту находилась 12-я эскадрилья вертолётного противоминного противодействия (HM-12) с вертолетами RH-53D Sea Stallion с буксируемыми тралами на подводных крыльях Mk 105, выполнявшая операцию по разминированию. Подразделение из вертолётной эскадрильи морской пехоты HMM-261 на вертолетах CH-46 Sea Knight, обеспечивало поисково-спасательную поддержку с воздуха в режиме ожидания. Основной корпус HMM-261 был выгружен в Сигонелле, Сицилия, перед отправкой в Египет.
Один из первых шагов по возобновлению работы канала был предпринят 22 апреля 1974 года, когда вертолеты ВМС США RH-53D Sea Stallion HM-12 подняли на «Иводзиму», стоявшую на якоре у северной оконечности канала, магнитные тральщики Mark-105 и начали прочесывать подходы к гавани Порт-Саида. В течение следующих шести недель вертолёты ВМС США постепенно продвигались вниз по каналу, несколько раз протягивая тралы через каждый участок акватории канала, чтобы убедиться в отсутствии каких-либо магнитных боеприпасов. Когда 3 июня 1974 года была завершена эта первая фаза операций, известная как «Нимбус Стар», «Морские жеребцы» из HM-12 и экипажи поддержки тральщиков из мобильного командования по борьбе с минами в Чарльстоне (Южная Каролина), прошли в общей сложности 12 230 км (7600 миль). Площадь в 310 квадратных километров была прочёсана за 43 дня.

### Операция «Мун Уотер»
Операция «Мун Уотер» была финальным этапом обезвреживания морских мин в Суэцком канале, в рамках операции «Нимбус Мун».
ВМС США предоставили обучение и руководство работ водолазам ВМС Египта, которые произвели окончательную зачистку канала, утилизировав огромное количество взрывчатых веществ, начиная от ручных гранат и заканчивая по крайней мере одной немецкой бомбой, оставшейся со времен Второй мировой войны.
Операция была завершена к июлю 1975 года.

## Операция «Нимбус Мун»
Около 1700 инженеров египетской армии прошли сапёрную подготовку под руководством американских специалистов. Задачей Египетской армии было прочёсывание берега канала по всей длине на ширину 250 метров с целью обнаружения и обезвреживания любых наземных мин или других неразорвавшихся боеприпасов, оставшихся от прошедших войн. К июлю 1974 года было обнаружено в общей сложности 686 000 наземных мин, как противотанковых, так и противопехотных, а также 13 500 других неразорвавшихся боеприпасов.
В то же время, когда завершалась наземная операция, проводилась операция по очистке вод под названием «Нимбус Мун». Он продолжал работать до конца 1974 года и, в значительно уменьшенном темпе, в 1975 году. В рамках «Нимбус Мун» американские водолазы обеспечили подготовку египетских военно-морских сил как по водолазному делу, так и по взрывчатым веществам. В то время как американцам было запрещено заниматься фактическими операциями с боеприпасами, они сопровождали египтян на водолазных лодках, выступая в качестве советников на месте происшествия. Канал был обследован от берега до берега американским гидролокатором, связанным с точной радионавигационной системой, гидролокатор составлял высокоточные карты дна канала. Эти карты были переданы консультантам по подводному плаванию, которые направляли египтян в систематических исследованиях вероятных контактов с боеприпасами. Обнаруженные боеприпасы, начиная от ручных гранат и заканчивая 907-килограммовыми бомбами, обычно уничтожались на месте с помощью зарядов взрывчатки. Предметы, не являющиеся боеприпасами, от бочек из-под масла до цистерн, были помечены для последующего удаления водолазами египетской полиции. Поскольку канал был запланирован для будущего дноуглубления, каждый кусок мусора любого существенного размера должен был быть удален. Американо-египетская команда завершила полное обследование дна канала в конце ноября 1974 года.
Тем временем британские и французские водолазы вели свои собственные поиски. Благодаря двойной, а иногда и тройной очистке различных участков можно было бы получить более полный охват. Неизбежно, каждая группа находила предметы, пропущенные предыдущими дайверами. Королевский флот использовал три корабля для поиска мин с их гидроакустическим оборудованием высокого разрешения и независимую водолазную группу, известную как Команда по разминированию флота. Французский флот использовал как корабли для поиска мин в активной роли, так и тральщики в качестве вспомогательных кораблей. К декабрю 1974 года, когда все поисковые операции, проводимые в рамках «Нимбус Мун», были завершены, было обнаружено суммарно:
- В пределах самого канала — около 7500 неразорвавшихся боеприпасов, в том числе около 375 ракет, 450 противотанковых мин, 600 снарядов, 825 миномётных мин, 825 противопехотных мин, небольшое количество бомб и более 1100 небольших кассетных боеприпасов, а также различные более мелкие боеприпасы.
- В гаванях, бассейнах и якорных стоянках за пределами канала — более 1000 различных неразорвавшихся боеприпасов.

## Операция «Нимрод Стар»
Заключительной операцией стала «Нимрод Стар», в ходе которой из русла канала были удалены десять затонувших кораблей. Эта спасательная операция была проведена компанией Murphy Pacific Marine Salvage Company под непосредственным руководством начальника службы спасения ВМС США Джона Х. Бойда-младшего. Работы начались 29 мая, когда команды водолазов начали срезать надстройку самого большого из затонувших кораблей SS Mecca — 6700-тонного арабского лайнера, перекрывающего канал. В зону канала были доставлены дополнительные спасательные средства, в том числе два больших тяжёлых крана и два вспомогательных судна. Обследование, отделка, такелажные и подъёмные работы проводились одновременно в нескольких местах вдоль канала. Немецкие тяжёлые краны «Тор» и «Роланд» были задействованы сначала в северной части канала для расчистки участков около Мекки и Исмаилии, а затем вблизи южной оконечности канала для подъёма земснаряда 22, буксира «Баррен» и танкера «Магд». Затем они отправились к северной оконечности Большого Горького озера, чтобы поднять ещё один земснаряд, ставший единственным затонувшим судном, повторно введённым в строй. Суда «Крэнделл» и «Крилли» были задействованы для подъема и удаления четырёх затонувших судов из центральной части канала. Все спасательные работы были завершены к 19 декабря 1974 года.

## Участие СССР
В 1973 году правительство Египта обратилось к Советскому Союзу за помощью в очистке Суэцкого канала. В ответ на эту просьбу к египетскому побережью был направлен специальный объединённый отряд Черноморского и Тихоокеанского флотов. В состав отряда входили БПК «Скорый», противолодочный крейсер «Ленинград», танкер проекта 1559-В «Б. Чиликин», корабль «Апшерон» с трально-подрывной техникой и команда тихоокеанских тральщиков с кораблями обеспечения их перехода. Капитан 1 ранга А. Н. Аполлонову было поручено командовать отрядом тральщиков. Черноморскими кораблями командовал капитан 1 ранга Л. Е. Двинденко. На борту ПКР «Ленинград», которым командовал капитан 1 ранга Ю. А. Гарамов, находились вертолеты Ка-25 и МИ-8БТ,
1 июня 1974 года из Владивостока двумя группами вышли 9 тральщиков и 2 зарядных укладчика. 11 июня из Севастополя вышли корабли Черноморского отряда. Они шли день и ночь, дозаправляясь от танкеров по ходу движения. Корабли Черноморского флота обогнули Африку и дважды пересекли экватор. Практически весь поход отряд сопровождали боевые корабли стран НАТО.
К середине июля Черноморский отряд подошел к Суэцкому заливу. 23 июля корабли, перегруппировавшись в кильватерные линии, вышли на минно-опасные участки и бухты. Первым шёл БПК «Скорый» под командованием капитана 2 ранга В. И. Мотина, который должен был принять на себя возможный подрыв мины. Корабли, успешно начавшие разминирование встретились с тральщиками тихоокеанской бригады. Вскоре корабли сводного отряда бросили якорь в бухте Губар у порта Хургады. На следующий день началось основное задание.
Работа кораблей СССР заключалась в разминировании южных подходов к Суэцкому каналу. Советские моряки аналогично американским коллегам широко использовали вертолёты с буксируемыми тралами — модифицированные Ка-25БТ.